# Mokhratagh
Kiçik Qarabəy
Mokhratagh (en arménien Մոխրաթաղ, en azéri Kiçik Qarabəy) est une communauté rurale de la région de Martakert, au Haut-Karabagh. Elle compte 345 habitants en 2005.